# Katholische Pfarrkirche Neuhaus am Klausenbach
Die römisch-katholische Pfarrkirche Neuhaus am Klausenbach steht am Hang des Burgberges über dem Ort Neuhaus am Klausenbach in der Marktgemeinde Neuhaus am Klausenbach im Burgenland. Die Pfarrkirche hl. Stephan, König der Ungarn gehört zum Dekanat Jennersdorf in der Diözese Eisenstadt. Die Kirche steht unter Denkmalschutz.
Die römisch-katholische Pfarre ging in der Reformation unter. Die Kirche wurde im 17. Jahrhundert neu errichtet und 1690 geweiht.
Der Saalbau mit eingezogenem Polygonalchor hat einen vorgestellten Kirchturm im Süden, welcher im 18. Jahrhundert mit einem weiteren Obergeschoß mit Zwiebelhelm versehen wurde. Das Kirchenschiff mit Flachdecke erhielt im 18. Jahrhundert eine platzlgewölbte Orgelempore, der Chor hat ein Tonnengewölbe mit Stichkappen.
Das ehemalige Hochaltarbild Hl. Stephan, König von Ungarn aus dem 17. Jahrhundert in Akanthusrahmen hängt an der Apsiswand. Es gibt barocke Figuren der Heiligen Florian und Donatus aus dem 1. Viertel des 18. Jahrhunderts. Der Taufstein ist aus dem 17. Jahrhundert. Die Orgel aus 1911 mit 10 Registern wurde von Gebrüder Rieger gebaut.